# Panieńska
Panieńska – osiedle w dzielnicy Praga-Północ w Warszawie.

## Położenie i charakterystyka
Osiedle Panieńska znajduje się na warszawskiej Pradze-Północ, na obszarze Miejskiego Systemu Informacji Stara Praga. Zostało wybudowane w latach 1964–1967 według projektu Gabriela Rekwirowicza i Teresy Tyszyńskiej. Jest położone między ulicami: Wybrzeże Szczecińskie, Olszową, Panieńską i Stefana Okrzei. Przez jego obszar przebiegają także ulice: Blaszana i ks. Ignacego Kłopotowskiego. Znajduje się w bliskim sąsiedztwie Wisły oraz mostu Śląsko-Dąbrowskiego.
Osiedle składa się z pięciu bloków wielorodzinnych wybudowanych w technologii monolitycznej o 12 kondygnacjach oraz trzech mniejszych, z lokalami usługowymi na parterze, mających charakter plomby. W budynkach zaprojektowano 739 mieszkań dla ok. 2 tys. mieszkańców. Dominują małe mieszkania M-2 i M-3. Powierzchnia osiedla wynosi 3,2 hektara. Zabudowę osiedla uzupełnia, istniejący tu wcześniej budynek dawnej Komory Wodnej, nazywany także Domem pod Kolumnami, wpisany w 1965 roku do rejestru zabytków.
Osiedle posadowione nad brzegiem rzeki miało stanowić wizytówkę i dominantę nowej zabudowy Pragi. Z wysokich budynków rozciąga się widok na Zamek Królewski, Stare Miasto i Mariensztat. „Encyklopedia Warszawy” (1994) nazywa osiedle „malowniczym akcentem panoramy Pragi”, „Atlas architektury Warszawy” (1977) wskazuje, że jest „jednym z najlepiej wkomponowanych w panoramę miasta”, a według Lecha Chmielewskiego, autora „Przewodnika warszawskiego...” (1987): „ładnie prezentuje się zarówno w dzień, jak i wieczorem” i jest „niebrzydkie”.